# Helicophyllum jamaicense
Helicophyllum jamaicense là một loài Rêu trong họ Helicophyllaceae. Loài này được Müll. Hal. mô tả khoa học đầu tiên năm 1897.